# Karina Gauvin
Pour les articles homonymes, voir Gauvin.
Répertoire
Gluck
Haendel
Rameau
Mozart
Steffani
Vivaldi
Karina Gauvin, née en 1966 à Repentigny, près de Montréal, est une soprano canadienne.
Elle a fait plusieurs enregistrements et est particulièrement reconnue pour ses interprétations de musique baroque. Elle a remporté  plusieurs prix et distinctions.

## Biographie

### Formation
Née à Repentigny (Canada, province de Québec, région de Lanaudière, comté de L'Assomption), Karina Gauvin passe la plus grande partie de son enfance à Toronto. Dès l'âge de huit ans, elle fait partie du chœur d'enfants de la Compagnie d'opéra pour enfants du Canada (en),  Après avoir commencé ses études universitaires en histoire de l'art, elle est remarquée dans le chœur de l'université McGill par la chef d'orchestre Nicole Paiement qui l'encourage à se consacrer au chant dans le but de faire carrière. Elle étudie par la suite au Conservatoire de musique de Montréal, auprès de Marie Daveluy, et à la Royal Scottish Academy of Music de Glasgow en Écosse.

### Carrière
En 2000, Karina Gauvin interprète le rôle de Pamina dans La Flûte enchantée de Mozart au Grand Théâtre de Québec sous la direction de Bernard Labadie et mis en scène par Michel Nadeau.
Elle se produira ensuite avec les plus grands orchestres symphoniques, dont l'Orchestre symphonique de Montréal, l'Orchestre symphonique de San Francisco, l'Orchestre symphonique de Chicago, l'Orchestre philharmonique de New York et le Rotterdam Philharmonic, sans oublier les orchestres baroques tels que Les Talens Lyriques, le Venice Baroque Orchestra, l’Accademia Bizantina, Il Complesso Barocco, l’Akademie für alte Musik Berlin, le Tafelmusik Baroque Orchestra, Il Pomo d’Oro et Les Violons du Roy.
Elle a chanté sous la direction de Charles Dutoit, de Michael Tilson Thomas, de Bernard Labadie, de Christophe Rousset, d’Alan Curtis, de Roger Norrington, de Kent Nagano, de Helmuth Rilling, de Yannick Nézet-Séguin, de Michel Plasson, de Laurence Equilbey et de Marin Alsop. Elle donne des récitals avec les pianistes Marc-André Hamelin, Angela Hewitt, Michael McMahon, Roger Vignoles et Maciej Pikulski.
Parmi ses projets récents, mentionnons une tournée européenne et un enregistrement pour Erato de Niobe (Agostino Steffani) avec le contre-ténor Philippe Jaroussky. Elle a aussi chanté Correspondances et Le temps l'horloge (en) (Henri Dutilleux), avec l'Orchestre national Bordeaux Aquitaine, sous la direction de Hans Graf.
Au printemps 2015, elle a chanté le rôle de Vénus dans la production de Dardanus, de Rameau, sous la direction de Raphaël Pichon et mis en scène par Michel Fau. Elle vient de terminer l’enregistrement de Partenope de Haendel et à nouveau en duo avec Philippe Jaroussky, avec l’ensemble Il Pomo d'Oro de Riccardo Minasi, et elle entamera avec eux une tournée européenne en janvier 2016.
En 2015, on l’a entendue dans le rôle de Vitellia, dans La clemenza di Tito de Mozart, au Théâtre des Champs-Élysées à Paris (Jérémie Rhorer, Denis Podalydès), ainsi que dans le rôle d’Armida, dans Rinaldo de Handel (Ottavio Dantone, Robert Carsen), au Festival de Glyndebourne. L’année précédente, elle chantait Armide dans Armide de Gluck (Ivor Bolton, Barrie Kosky) au Nederlands Opera, ainsi que Giunone, dans La Calisto de Cavalli (Ivor Bolton, David Alden), au Bayerische Staatsoper. elle vient d’incarner le rôle-titre dans Alcina de Handel, au Teatro Real de Madrid (Christopher Moulds, David Alden).
Les saisons qui viennent s’annoncent passionnantes : elle sera Lia dans L'Enfant prodigue de Claude Debussy, avec l'Orchestre philharmonique de Radio France dirigé par Mikko Franck et chantera aussi dans Elijah avec le Danish National Symphony Orchestra, sous la direction de Masaaki Suzuki. Puis en juin elle sera Olympie dans l'œuvre de Gaspare Spontini Olympie, dirigée par Jérémie Rhorer.
Son importante discographie – près de 40 titres – compte de nombreuses récompenses, dont un « Chamber Music America Award » pour son disque Fête galante avec le pianiste Marc-André Hamelin, ainsi que plusieurs prix Opus.
Karina Gauvin est Artiste en résidence Mécénat Musica 2020-2023.

## Récompenses
- 1992 : Premier prix au Conservatoire de musique de Montréal[4].
- 1992 : Maggie Teyte Memorial Prize (Londres)
- 1992 : Premier prix au Guelph Spring Festival National Vocal Competition[4].
- 1994 : Prix du Lied et Prix du public au Concours international de chant de Bois-le-Duc[5].
- 1995 : Premier prix au 28e Concours national des jeunes interprètes de Radio-Canada.
- 1995 : Prix Virginia-Parker (Conseil des Arts du Canada)
- 2000 : Prix Opus et le Chamber Music America pour Fête galante, un disque réalisé avec Marc-André Hamelin
- 2001 : Prix Opus, interprète de l'année
- 2011 : Prix Opus, Prix du disque de l'année, Porpora Arias, Alan Curtis, Atma classique
- 2013 : Prix ADISQ, Pour Prima Donna[6], Arion orchestre baroque, Alexander Weimann, Atma Classique
- 2014 : Prix Opus, Concert de l'année[7],[8], pour son rôle de la Reine de Saba dans Salomon de Haendel, avec les Violons du Roy
- 2015 : Diapason d'or[9] de l'année 2015 pour l'enregistrement de l'opéra Niobé chez Erato.
- 2016 : Prix Opus, Interprète de l'année 2015.

## Rôles à l'opéra
- Pamina dans La Flûte enchantée de Mozart, Bernard Labadie, Michel Nadeau, Grand Théâtre de Québec, en 2000
- Ariadne dans Die Schöne und Getreue Ariadne de Johann Georg Conradi (de), Paul O'Dette, Stephen Stubbs, Drew Minter, à Boston, BEMF, en 2003
- Poppea dans Agrippina de Haendel, Bernard Labadie, Jacques Leblanc, à Montréal en 2005
- Venus dans Psyché de Lully, Paul O'Dette, Stephen Stubbs, Gilbert Blin, à Boston, BEMF, en 2007
- Leïla dans Les Pêcheurs de perles de Bizet, Frédéric Chaslin, Andrew Sinclair, à Montréal en 2008
- Pamina dans La Flûte enchantée de Mozart, Alain Trudel, Kelly Robinson, Montréal en 2009
- Armide dans Armide de Gluck, Ivor Bolton, Barrie Kosky, au De Nederlandse Opera en 2013
- Giunone dans La Calisto de Francesco Cavalli, Ivor Bolton, David Alden, au Bayerische Staatsoper en 2014
- Vitellia dans La clemenza di Tito de Mozart, Jérémie Rhorer, Denis Podalydès, au Théâtre des Champs-Élysées en 2014
- Armida dans Rinaldo de Haendel, Ottavio Dantone, Robert Carsen, à Glyndebourne en 2014
- Venus dans Dardanus de Rameau, Raphaël Pichon, Michel Fau, au Grand Théâtre de Bordeaux en 2015
- Alcina dans Alcina de Haendel, Christopher Moulds (en), David Alden, au Teatro Real de Madrid en 2015

## Discographie
- 1996 : Le Petit Livre d'Anna Magdalena Bach (extraits). Luc Beauséjour Analekta FL 2 3064[10]
- 1997 : Motets pour soprano, Les Chambristes de Ville-Marie, Analekta FL 2 3099
- 1999 : Images de Noël, Michael Mac Mahon, CBC Records SRC
- 1999 : Airs et danses, extraits d'Agrippina et Alcina, Tafelmusik, Analekta FL 2 3137
- 1999 : Fête galante, mélodies de Fauré, Ravel, Debussy, Poulenc, Honegger, Vuillermoz, avec le pianiste Marc-André Hamelin, chez ATMA Classique.
- 2000 : Haendel, Apollo e Dafne, Silente venti, Bernard Labadie, Les violons du Roy, Dorian
- 2001 : Exsultate Jubilate, Bernard Labadie, CBC Radio Orchestra. SRC
- 2001 : François Couperin, Concert dans le goût théâtral, Skip Sempé, Astrée
- 2002 : Chants d'Auvergne, Joseph Canteloube. SRC SMCD 5224
- 2002 : Requiem, Mozart, Les violons du Roy, Bernard Labadie, Dorian
- 2003 : Alessandro Scarlatti, Agar et Ismaele Esiliati, Seattle Baroque, Ingrid Matthews, Centaur
- 2004 : Samuel Barber, Knoxville Été 1915, Royal Scottish National Orchestra, Marin Alsop, Naxos
- 2004 : Belle Voci, arias : Les grandes voix du Canada. Analekta AN 2 9762
- 2005 : Hyver, De Boismortier, Corrette, Clérambault, Les Boréades, Francis Colpron, ATMA Classique
- 2005 : Antonio Vivaldi, Tito Manlio, Accademia Bizantina, Ottavio Dantone, Naïve
- 2006 : Henry Purcell, Les Boréades, Francis Colpron, extraits du Roi Arthur et de La Reine des fées. ATMA Classique
- 2007 : Gustav Mahler, Symphonie no 4; Orchestre Métropolitain du Grand Montréal, Yannick Nézet-Séguin. ATMA Classique
- 2008 : Jean-Baptiste Lully, Psyché, Boston Early Music Festival Orchestra, Paul O'Dette, Stephen Stubbs, CPO
- 2008 : Haendel, Tolomeo, Il complesso Barocco, Alan Curtis, Archiv Produktion
- 2009 : Haendel, Ezio, Il complesso Barocco, Alan Curtis, Archiv Produktion
- 2009 : Haendel, Alcina, Il Complesso Barocco, Alan Curtis, Archiv Produktion
- 2009 : Porpora, Arias, Il Complesso Barocco, Alan Curtis, Atma Classique
- 2011 : Antonio Vivaldi, Farnace, Diego Fasolis, I Barocchisti, Erato
- 2011 : Haendel, Streams of Pleasure, Il complesso Barocco, Alan Curtis, Naïve.
- 2011 : Haendel, Ariodante, Il complesso Barocco, Alan Curtis, Erato
- 2012 : Haendel, Giulio Cesare in Egitto, Il complesso Barocco, Alan Curtis, Naïve
- 2012 : Haendel, Alessandro, Armonia Atenea, George Petrou[11], Decca
- 2012 : Prima Donna, Arion orchestre baroque, Alexander Weimann, Atma Classique
- 2014 : Haendel, Tamerlano, Il Pomo d'Oro, Ricardo Minasi, Naïve
- 2014 : Mozart, Opéra et airs de concert, Les Violons du Roy, Bernard Labadie, Atma Classique
- 2015 : Agostino Steffani, Niobe Regina di Tebe, Boston Early Music Festival Orchestra, Paul O'Dette, Stephen Stubbs, Erato
- 2015 : Haendel, Partenope, Il Pomo d'Oro, Ricardo Minasi, Erato
- 2016 : Best of, Divine Karina, ATMA Classique